# با عشق و نارضایتی
با عشق و نارضایتی (انگلیسی: With Love and Hisses) یک فیلم صامت کوتاه کمدی به کارگردانی فرد گیول است که در سال ۱۹۲۷ منتشر شد.

## بازیگران
- استن لورل
- اولیور هاردی
- جیمز فینلیسون
- آنیتا گاروین
- چت براندنبورگ
- جوزفین دون
- چارلی هال
- فرانک براونلی
- ایو ساوترن
- جری مندی
- ویل استنتون